# Laurence Steinhardt
Laurence Adolph Steinhardt (6. října 1892 – 28. března 1950) byl diplomat Spojených států. Pracoval jako americký velvyslanec postupně ve Švédsku, Peru, Sovětském svazu, Turecku, Československu a Kanadě. Byl prvním americkým velvyslancem, který zemřel v úřadu.

## Život
Narodil se 6. října 1892 v New Yorku. Za první světové války sloužil v americké armádě jako seržant v Quartermaster Corps. Byl členem Federace amerických sionistů a Amerického sionského společenství.
Od roku 1920 do roku 1933 působil v advokátní kanceláři Guggenheimer, Untermyer a Marshall, kde byl partnerem jeho strýc Samuel Untermyer. V roce 1932 také pracoval na prezidentské kampani Franklina Roosevelta. Ten jej poté v roce 1933 jmenoval velvyslancem Spojených států amerických ve Švédsku. Velvyslancem v Peru byl jmenován v roce 1937 a v Sovětském svazu v roce 1939.
Poté, co s Johnem Copper Wileym navštívil Rigu, Tallinn a Leningrad, oznámil dopisem ze dne 23. února 1940 Loy Hendersonovi z amerického ministerstva zahraničních věcí, že „v Rize nebo Tallinnu nenalezl žádný důkaz – a John se mnou souhlasí – že by Sovětský svaz v současné době podnikal nějaké kroky k ’převzetí’“. Okupace samozřejmě proběhla o několik měsíců později v červnu 1940. V roce 1941 evakuoval americké velvyslanectví z Moskvy do Kujbyševa.
12. ledna 1942 byl jmenován velvyslancem v Turecku. Byl Žid a ačkoli byl velvyslancem v Turecku, podílel se na záchraně maďarských Židů z Bergenu-Belsenu. Sehrál rovněž významnou roli při pomoci najít mnoha významným intelektuálům prchajícím z Evropy útočiště v Turecku.
V roce 1945 prezident Truman ho jmenoval velvyslancem v Československu a v roce 1948 v Kanadě. Jako velvyslanec v Kanadě, zemřel na cestě do Washingtonu při letecké havárii 28. března 1950 blízko Ramsayville v Ontariu. Pohřben je na Arlingtonském národním hřbitově.